# 칼랑갈라구

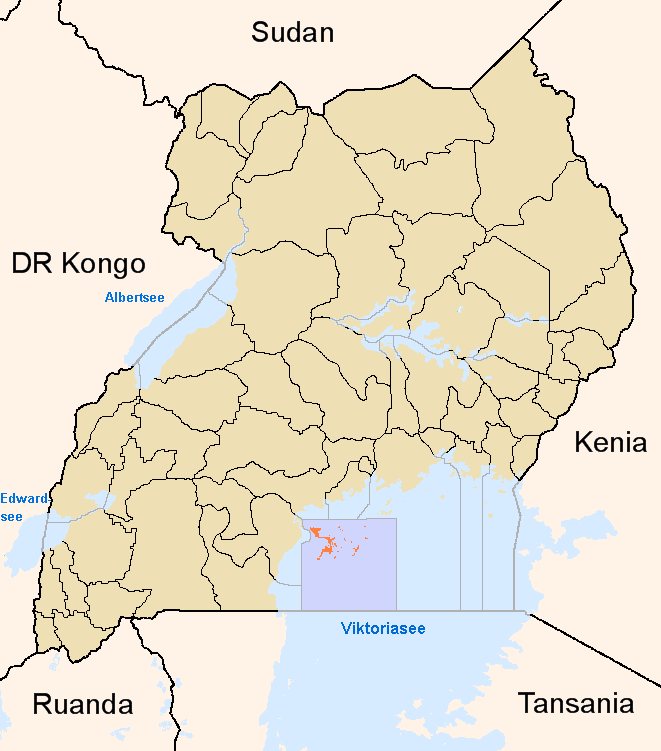
칼랑갈라구의 위치

칼랑갈라구(Kalangala)는 우간다 남부에 위치한 구로, 행정 중심지는 칼랑갈라이다. 빅토리아호 북서부에 위치한 섬인 세세 제도와 접하고 있으며 면적은 9,066.8km2(육지 면적 432.1km2), 인구는 36,700명(2002년 인구 조사 기준)이다.
행정 구역상으로는 중부주에 속하며 84개 섬과 2개 군(부줌바군, 캬무스와군)을 관할한다. 북쪽으로는 와키소구, 북서쪽으로는 음피기구, 북동쪽으로는 무코노구, 남서쪽으로는 라카이구, 서쪽으로는 마사카구와 접한다.

## 인구
| 연도 | Est. Pop. | ±%    |
| ---- | --------- | ----- |
| 2002 | 34,800    | —     |
| 2003 | 37,200    | +6.9% |
| 2004 | 39,700    | +6.7% |
| 2005 | 42,400    | +6.8% |

| 연도 | Est. Pop. | ±%    |
| ---- | --------- | ----- |
| 2006 | 45,300    | +6.8% |
| 2007 | 48,400    | +6.8% |
| 2008 | 51,700    | +6.8% |
| 2009 | 55,200    | +6.8% |

| 연도 | Est. Pop. | ±%    |
| ---- | --------- | ----- |
| 2010 | 59,000    | +6.9% |
| 2011 | 63,000    | +6.8% |

## 같이 보기
- 중부주 (우간다)
- 우간다의 행정 구역